# Pero castraria
Pero castraria är en fjärilsart som beskrevs av William Schaus 1898. Pero castraria ingår i släktet Pero och familjen mätare. Inga underarter finns listade i Catalogue of Life.